# Chlorangiopsidaceae
Chlorangiopsidaceae, malena porodica zelenih algi u razredu Chlorophyceae. Postoje dvije vrste u dva roda, obje su slatkovodne

## Rodovi
1. Chlorangiogloea Korshikov
2. Swarchewskiella Yasnitsky [Yasnitskii]